# Катастрофа Boeing 737 под Мяоли
Катастрофа Boeing 737 под Мяоли — авиационная катастрофа, произошедшая 22 августа 1981 года самолёта Boeing 737-222 авиакомпании «Far Eastern Air Transport», бортовой номер B-2603, выполнявшего рейс из Тайбэя в Гаосюн. Борт покинул аэропорт и взял курс на пункт назначения, но через 14 минут развалился в воздухе.
Несмотря на то, что многие считали, будто бы авария вызвана взрывным устройством, расследование Совета гражданской авиации Китайской Республики пришло к выводу, что сильная коррозия привела к разрыву корпуса воздушного судна из-за разницы давления.
5 августа уже была отмечена потеря давления в кабине пилотов, и экипаж был вынужден вернуть самолёт в Тайбэй для ремонта, ставшего последним перед роковым рейсом.
Катастрофа произошла в 151 км к югу от Тайбэя, и обломки были разбросаны в радиусе 6,4 км. Всего погибло 110 пассажиров и членов экипажа, включая 18 японских граждан (в том числе Кунико Мукода) и двух американцев.